# Belobranchus belobranchus
Belobranchus belobranchus е вид бодлоперка от семейство Eleotridae.

## Разпространение и местообитание
Видът е разпространен във Вануату, Източен Тимор, Индонезия, Нова Каледония, Папуа Нова Гвинея, Соломонови острови, Фиджи и Филипини.
Среща се на дълбочина от 0,5 до 5,5 m.

## Описание
На дължина достигат до 19,5 cm.